# برابانتس بييل 2015
2015 Brabantse Pijl (بالإنجليزية: 2015 Brabantse Pijl)‏ هو سباق دراجات هوائية أقيم بتاريخ 15 أبريل، تكون السباق من 1 مراحل وامتدّ لمسافة 205.4 كم بسرعة 43.2 كم/س، استغرق السباق 4 ساعة 45 دقيقة 14 ثانية. فاز به البلجيكي بن هيرمانز وحلّ ثانيا مايكل ماثيوز بينما حصل على المركز الثالث فيليب جيلبير.

## الترتيب
| م                     | الدرّاج        | البلد    | الزمن                    |
| --------------------- | ------------- | -------- | ------------------------ |
| الفائز بالترتيب العام | بن هيرمانز    | بلجيكا   | 4 ساعة 45 دقيقة 14 ثانية |
| الثاني                | مايكل ماثيوز  | أستراليا |                          |
| الثالث                | فيليب جيلبير  | بلجيكا   |                          |
| 4                     | توني قالوبا   | فرنسا    |                          |
| 5                     | دافيدي ريبلين | إيطاليا  |                          |
| 6                     | ناثان هاس     | إيطاليا  |                          |

## وصلات خارجية
- برابانتس بييل 2015 على موقع إحصائيات الدراجات الإحترافية (الإنجليزية)
- برابانتس بييل 2015 في موقع Cycling Archives سايكلنج أركايفز